# E. V. 리모노프의 다른 러시아당
E. V. 리모노프의 다른 러시아당(러시아어: Другая Россия Э. В. Лимонова)는 국민볼셰비키당을 계승하는 에두아르드 리모노프가 당수인 러시아의 국민볼셰비즘 정당이다. 당기는 국민볼셰비키당과 사실상 마찬가지로 나치당의 당기를 모방하였으며, 국민볼셰비키당기의 기존 낫과 망치를 삭제하고 수류탄으로 대체하였다.
2020년 3월 17일 창당자이자 당수를 맡았던 리모노프가 사망하였고 , 같은 해 9월 재조직되어 창당자를 기리기 위한 목적으로 다른 러시아당(러시아어: Другая Россия)에서 현재의 명칭으로 변경되었다.

## 같이 보기
- 국민볼셰비키당
- 국민볼셰비즘
- 러시아-우크라이나 전쟁